# I'll Be Seeing You (sång)
"I'll Be Seeing You", är en sång med musik av Sammy Fain och text av Irving Kahal, som publicerades 1938. 
Den infördes i Broadwaymusikalen Right This Way 1938, där den sjöngs av sångerskan Tamara Drasin och den fanns med som något av ett ledmotiv i filmen Vi ses igen från 1944, där den sjöngs av Louanne Hogan. 
Sången är en jazzstandard och har tolkats av många artister, däribland Andrea Corr, Anne Murray, Barbra Streisand, Barry Manilow, Billie Holiday, Bing Crosby, Brenda Lee, Cass Elliot, Dean Martin, Engelbert Humperdinck, Eric Clapton, Etta James, Frank Sinatra, Jimmy Durante, Jo Stafford, Linda Ronstadt, Liza Minnelli, Louis Prima, Mel Tormé, Michael Bublé, Neil Sedaka, Peggy Lee, Queen Latifah, Ray Charles, Rod Stewart, Rosemary Clooney, Sarah Vaughan, Steve Tyrell, Tony Bennett, Vera Lynn och Willie Nelson. 
Sången fick något av en ny innebörd och var mycket populär under andra världskriget, då den blev en hymn för de som tjänstgjorde utomlands (både brittiska och amerikanska soldater). 

## Utdrag ur texten
| ” | I'll be seeing you. In every lovely summer's day. In everything that's light and gay. I'll always think of you that way. I'll find you in the morning sun. And when the night is new. I'll be looking at the moon. But I'll be seeing you. | „ |